# 薩爾溫江紋胸鮡
薩爾溫江紋胸鮡，為輻鰭魚綱鯰形目鮡科的其中一種，為熱帶淡水魚類，分布於亞洲緬甸及泰國西部薩爾溫江、Ataran及Sittang河流域，體長可達7.9分，棲息在底中層水域，生活習性不明。